# 橋本皆助
橋本 皆助（はしもと かいすけ、天保5年（1834年）？ - 明治4年4月16日（1871年6月3日）は、新選組隊士（伍長）、御陵衛士、陸援隊隊士。変名に水野八郎、藤井勇七郎。諱は利長。
大和郡山藩出身。脱藩して水戸天狗党の筑波山挙兵に応じ、慶応2年（1866年）に新選組に入隊。仮隊士となる。三条制札事件の功労によって正式隊士となり、伍長に昇格するが、慶応3年（1867年）には伊東甲子太郎らと同意して新選組を離脱、御陵衛士を結成。しかし、その5ヶ月後に御陵衛士も脱退し、陸援隊に入隊。鷲尾隆聚の高野山挙兵に参加後、明治元年3月8日、軍曹に選ばれる。
明治2年4月まで兵部省で裁判書頭助役取兼追捕手頭取を務めたが、土佐藩出身の木村弁之進と小田原藩からの取り上げ金配分に関して「不埒の趣」があり、禁固処分を下され、翌明治3年9月1日に免ぜられる。同3日には郡山藩に復籍を命じられた。
翌明治4年に没したが、旧郡山藩士の間では京都の一料亭で暗殺されたと伝わる。過去帳には「橋本氏弟こと水野八郎」、命日は4月13日と記され、墓碑と3日の相違がある。享年38。墓所は奈良県大和郡山市の常光寺。墓参りをすると腹痛が治る伝承がある。